# Baileys Irish Cream
Baileys Irish Cream est une liqueur à base de whiskey irlandais, de crème et de diverses plantes, fabriquée par la société R. A. Bailey & Co. de Dublin (Irlande), actuellement détenue par le groupe britannique Diageo. Sa teneur en alcool est de 17 %.

## Description
Cet alcool a été imaginé pour plaire aux consommateurs américains d'alcools, dans un marché déjà occupé par des marques souvent plus que centenaires. Sa teneur en alcool est de 17 %, il est fabriqué par la société R. A. Bailey & Co. et peut faire office de digestif, être utilisé dans des cocktails, éventuellement on the rocks, ou dans la cuisine.
Le produit est à base de whisky irlandais et de crème fraîche. Il dégage des parfums de crème de café et des arômes d'amande, de chocolat, de caramel et de noisette avec une teinte laiteuse, et un goût sucré. Différentes variantes dans les saveurs existent ou ont été testées, en s'inscrivant dans la continuité d'un goût crémeux et sucré,

## Historique
Baileys est la création de International Distillers & Vintners (en), une société de développement de nouveaux produits. Tom Jago et David Gluckman, les principaux protagonistes derrière cette invention, ont depuis créé plusieurs autres boissons et produits, telle la liqueur de crème Jago's, lancée en 2004.
Baileys est passé sous le giron de Grand Metropolitan en 1972, lorsque celle-ci rachète International Distillers and Vintners. La marque fait partie de Diageo depuis 1997, entité issue de la fusion entre Grand Metropolitan et Guinness.
En décembre 2023, la marque se lance dans une collaboration avec la chaîne de restauration canadienne Tim Hortons. Avec celle- ci elle lance 5 nouveaux produits sans alcool, des boissons et une nouvelle sorte de beigne. Cette offre est d’une durée limitée et disponible au Canada.